# Талахачи
 Тази статия е за реката в Съединените щати.  За окръга вижте Талахачи (окръг).  
Талахачи (на английски: Tallahatchie) е река в щата Мисисипи, Съединените щати, с дължина 370 километра.
Тя извира в окръг Куитман и тече от север на юг, пресичайки окръзите Типа, носещият нейното име Талахачи и Лефлор. При град Грийнуд се слива с река Ялобуша, образувайки Язу. По дължината на реката е изграден язовирът Сардис.